# Lunga
Koordinati:   45°08′31″N, 13°34′59″E
Lunga je majhen nenaseljen otoček v Jadranskem morju. Pripada Hrvaški.
Lunga leži okoli 1,5 km jugozahodno od mesta Vrsar v Istri. Površina otočka meri 0,03 km². Dolžina obalnega pasu je 0,83 km. Najvišja točka na otočku je visoka 10 mnm.